# Identifiant européen de la jurisprudence
L'identifiant européen de la jurisprudence (« European Case Law Identifier » ou ECLI) est un identifiant univoque, conçu pour faciliter la citation et la recherche de la jurisprudence en Europe. Il a été adopté par la Cour de justice de l'Union européenne, l'Office européen des brevets et par plusieurs États membres de l'Union européenne. 

## Construction de l'identifiant
L'identifiant est composé de cinq éléments séparés par le signe "deux-points" : 
- «ECLI»: indique qu'il s'agit d'un identifiant européen de la jurisprudence;
- le code «pays»;
- le code correspondant à la juridiction qui a rendu la décision;
- l'année de la décision;
- un numéro d'ordre de 25 caractères alphanumériques au maximum dans un format décidé par chaque État membre. Le numéro d'ordre peut contenir des points, mais aucun autre signe de ponctuation.

Exemple : ECLI:EU:F:2010:80 - 80e décision du Tribunal de la fonction publique en 2010.
Pour la France, ECLI est mis en œuvre pour les décisions du Conseil d’État, du Conseil constitutionnel et de la Cour de cassation. 
Le Conseil constitutionnel a décidé d'intégrer dans le numéro d'ordre, le type de décision dont une liste est proposée sur son site. Par exemple : ECLI:FR:CC:2019:2019.798.QPC pour une question prioritaire de constitutionnalité.

## Développement
Dès 2011, le Conseil de l'Union européenne préconisait l'introduction d'un identifiant européen de la jurisprudence et un ensemble minimal de métadonnées uniformes pour la jurisprudence, dans le cadre d'un projet plus large d'identifiant pour la législation (ELI).
Selon les conclusions du Conseil européen, chaque État membre est libre de décider des modalités de mise en place et déploiement de l'ECLI. Les organisations internationales peuvent également participer et demander un code "pays" spécifique fournit par la Commission européenne.
Pour la France, la DILA a été désignée coordinateur national ECLI par le Secrétariat général du gouvernement.

Pour la Belgique, le coordinateur national est le Service Public Fédéral Justice.
Au niveau européen, un moteur de recherche est proposé sur le site e-justice européen.
Pour élargir l'utilisation de ECLI et améliorer encore l'accessibilité de la jurisprudence, un projet sur fonds européen commencé en 2015 d'une durée 24 mois, se déploie actuellement : "Miser sur ECLI" (BO-ECLI/Building on ECLI) implique seize partenaires de dix États membres (Italie, Grèce, Croatie, Estonie, Belgique, Pays-Bas, l'Allemagne, la République tchèque, l'Espagne, la Roumanie). Une carte du degré d'avancement de l'ECLI de chacun des pays de l'Union européenne est proposée.